# Chiloxanthus pilosus
Chiloxanthus pilosus är en insektsart som först beskrevs av Carl Fredrik Fallén 1807.  Chiloxanthus pilosus ingår i släktet Chiloxanthus, och familjen strandskinnbaggar. Arten är reproducerande i Sverige.